# Carmelo de Diego Lora
Carmelo de Diego Lora (Sanlúcar de Barrameda, 29 de septiembre de 1920-Pamplona, 26 de julio de 2018) fue un juez, magistrado, canonista y profesor universitario español.

## Biografía
Estudió en el colegio de los PP. Escolapios de Sanlúcar y en el instituto de la misma ciudad. Licenciado en Derecho, en la Universidad de Sevilla en 1943. Al año siguiente, tras realizar las oposiciones de judicatura, obtuvo plaza de Juez de Primera Instancia e Instrucción. Desde entonces compaginó su trabajo en la magistratura con la investigación académica. Durante el tiempo que permaneció en su primer destino, en La Palma del Condado (Huelva), se incorporó al Opus Dei, que iniciaba su expansión en Andalucía.
Su inclinación al estudio le impulsó a compaginar su trabajo en la judicatura con la elaboración de la tesis doctoral, que defendió en 1949 en la Universidad Central de Madrid. En 1951 fue destinado como juez al juzgado de Pola de Lena. Después pasaría por los juzgados de Mieres (1953) y Oviedo (1956). Entre 1951 y 1957 inició y desarrolló la labor apostólica del Opus Dei en Asturias. En 1953 se inauguró el primer centro de la Obra en la calle Suárez de la Riva, de la capital asturiana. Y llegaron las primeras incorporaciones al Opus Dei: Leandro Benavides, que formó parte del primer claustro del Estudio General de Navarra (embrión de la Universidad de Navarra), y Alfonso Nieto Tamargo, que fue Rector de dicha Universidad.
En 1957 tras obtener plaza de juez en la Audiencia Territorial de Pamplona, se desplazó a la Comunidad Foral. Un año antes se había reincorporado a la vida universitaria, como profesor de derecho procesal de la Facultad de Derecho de la Universidad de Navarra. Una vez realizados los estudios en Derecho Canónico, se doctoró en esa facultad en 1963. El 19 de marzo de 1964, fue ordenado sacerdote, y poco después nombrado capellán mayor de la Universidad. Continuó con su labor docente en la Universidad, impartiendo clases en el IESE de Barcelona. De regreso a Pamplona, ocupó diversos cargos de gobierno en la Facultad de Derecho canónico: profesor ordinario, vicedecano (1970-87) y decano (1987-91).
En esos años, también trabajó en el Consejo Presbiteral de la archidiócesis de Pamplona (1978-85), y en la Junta de Asesores Jurídicos de la Conferencia Episcopal Española (desde 1980).
Su producción científica fue abundante. Su investigación se centró en tres campos: el Derecho procesal civil, el Derecho eclesiástico del Estado, y el Derecho procesal canónico.
Murió el 26 de julio de 2018 a los 97 años y fue enterrado al día siguiente en el cementerio de Pamplona.

## Publicaciones
Publicó varios artículos en la Revista de Derecho Procesal. Entre ellos destacan sus estudios sobre la "Interposición del recurso de queja ante el Tribunal Supremo", "Sobre la pretendida naturaleza incidental del beneficio de pobreza", y fundamentalmente, una serie de artículos en los que desarrolló la temática de los interdictos.
También destacamos estas otras publicaciones: 
- La consignación judicial: (estudio teórico-práctico) (1952)
- La posesión y los procesos posesorios (1962)
- Estudios de derecho procesal canónico - 1.Temas sobre el ejercicio de la "potestas judicialis" (1973)
- Estudios de derecho procesal canónico - 2.Temas sobre causas matrimoniales (1973)
- Poder jurisdiccional y función de justicia en la Iglesia (1976)
- El nuevo sistema matrimonial y el divorcio: observaciones de tres juristas (1981)
- Estudios de derecho procesal canónico - 3.La función de la justicia en la Iglesia (1990)
- Estudios de derecho procesal canónico - 4.Función pastoral y justicia (1990)
- Lecciones de derecho procesal canónico: parte general (2003)